# Pangonius micans
Pangonius micans ist eine Fliege aus der Familie der Bremsen (Tabanidae).

## Merkmale
Die Fliegen erreichen eine Körperlänge von 16,5 bis 22 Millimetern und haben einen kräftigen und gedrungenen Körperbau. Das Mesonotum ist beim Männchen schwarz gefärbt und dicht ockergelb behaart. Es ist ungestreift. Beim Weibchen ist es rotbraun gefärbt und weißlich behaart. Der Hinterleib ist bei beiden Geschlechtern breit gebaut. Bei den Männchen hat er eine dunkelbraun glänzende Grundfarbe, ist anliegend gelb behaart und trägt auf dem zweiten und dritten Tergit mittig je ein weißes Dreieck. Der Hinterleib der Weibchen trägt auf dem ersten bis fünften Tergit auf dem Mittelstreifen eine seidige Behaarung, die Tergite fünf bis sieben sind dazu gelb behaart. Der Saugrüssel hat eine schmale, spitz zulaufende Saugfläche und steht deutlich nach vorne ab. Die Fühler haben 10 Glieder. Die Hüften (Coxen) sind schwarz, die Schenkel (Femora) sind schwarzbraun, die Schienen (Tibien) und die Tarsen sind rötlichgelb gefärbt. Die Flügel sind blassbraun gefärbt. 

## Vorkommen und Lebensweise
Die Art ist in Südeuropa weit verbreitet. Die Imagines besuchen Blüten, die Larven leben im Erdboden und ernähren sich von pflanzlichem Material.